# Kyryło Cypun
Kyryło Jurijowycz Cypun, ukr. Кирило Юрійович Ципун (ur. 30 lipca 1987 w Kijowie) – ukraiński futsalista, grający na pozycji bramkarza.

## Kariera piłkarska
Wychowanek klubu Arsenał Kijów. Karierę piłkarską rozpoczął w futsalowym klubie Soctech Kijów. Podczas przerwy zimowej sezonu 2003/04 odszedł do klubu ULISS Kijów reprezentującego NUChT (Narodowy Uniwersytet Technologii Żywnościowej), w którym studiował. Latem 2007 został zaproszony do ŁTK Ługańsk. W 2010 został zaproszony do Urahanu Iwano-Frankiwsk. W 2014 wyjechał do Rosji, gdzie został zawodnikiem Progriessu Głazow. Po roku przeniósł się do Prodeximu Chersoń.

## Kariera reprezentacyjna
W 2008 występował w młodzieżowej reprezentacji Ukrainy w futsalu na mistrzostwach Europy, gdzie zdobył brązowy medal. W 2008 w składzie studenckiej reprezentacji Ukrainy w futsalu zdobył srebrny medal Uniwersjady. Wieloletni reprezentant Ukrainy.

## Sukcesy i odznaczenia

### Sukcesy piłkarskie
reprezentacja Ukrainy
- wicemistrz mistrzostw świata w futsalu wśród studentów: 2008
- brązowy medalista mistrzostw Europy U-21 w futsalu: 2008
- uczestnik mistrzostw świata: 2012
- uczestnik mistrzostw Europy: 2012, 2014, 2018

Urahan Iwano-Frankiwsk
- mistrz Ukrainy: 2010/11
- wicemistrz Ukrainy: 2012/13
- brązowy medalista mistrzostw Ukrainy: 2011/12, 2013/14
- zdobywca Superpucharu Ukrainy: 2011

Prodexim Chersoń
- mistrz Ukrainy: 2016/17, 2017/18
- brązowy medalista mistrzostw Ukrainy: 2015/16
- finalista Pucharu Ukrainy: 2018/19
- zdobywca Superpucharu Ukrainy: 2017, 2018

### Sukcesy indywidualne
- wielokrotnie wybierany na listę 15 oraz 18 najlepszych futsalistów Ukrainy
- tytuł Mistrza Sportu Ukrainy